# Пристанище Царево
Пристанище Царево е пристанище в Царево, на Черно море. Част е от пристанищен комплекс Бургас.
Пристанището обслужва крайбрежното пътническо корабоплаване. Има морска гара. В миналото през него са изнасяни дървени въглища за Османската империя и е доставян дървен материал за Североизточна България.